# Comunión de los apóstoles

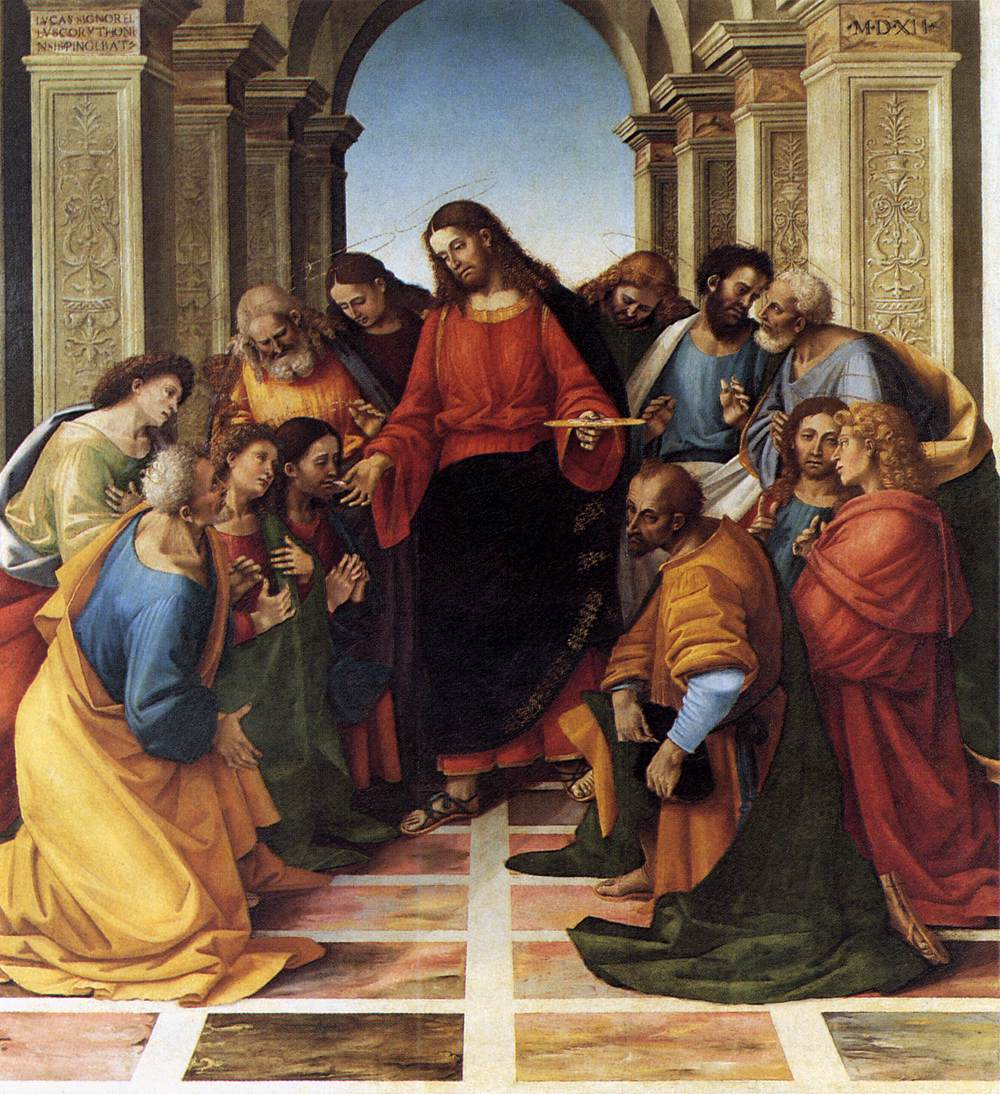
La comunión de los Apóstoles de Signorelli se encuentra en el museo diocesano de Cortona y fue pintado en 1512.

La comunión de los apóstoles es un tema iconográfico del arte cristiano que representa a los apóstoles recibiendo la comunión directamente de Jesucristo durante la la Última Cena.
Un detalle presente en algunas pinturas es que los apóstoles reciben no pan sino una hostia de las que se emplean para la Eucaristía. En Oriente esta variante está presente en representaciones ya después del Concilio de Nicea II. En cambio, en Occidente esta forma se comienza a ver desde el siglo XV.
Así en pinturas como la La comunión de los apóstoles (1475) de Justo de Gante (donde los apóstoles aparecen fuera de la mesa de la Cena, de rodillas para recibir la comunión) o la Santa Cena de Juan de Juanes (1560), donde los gestos de Jesús recuerdan más bien la liturgia eucarística de entonces.

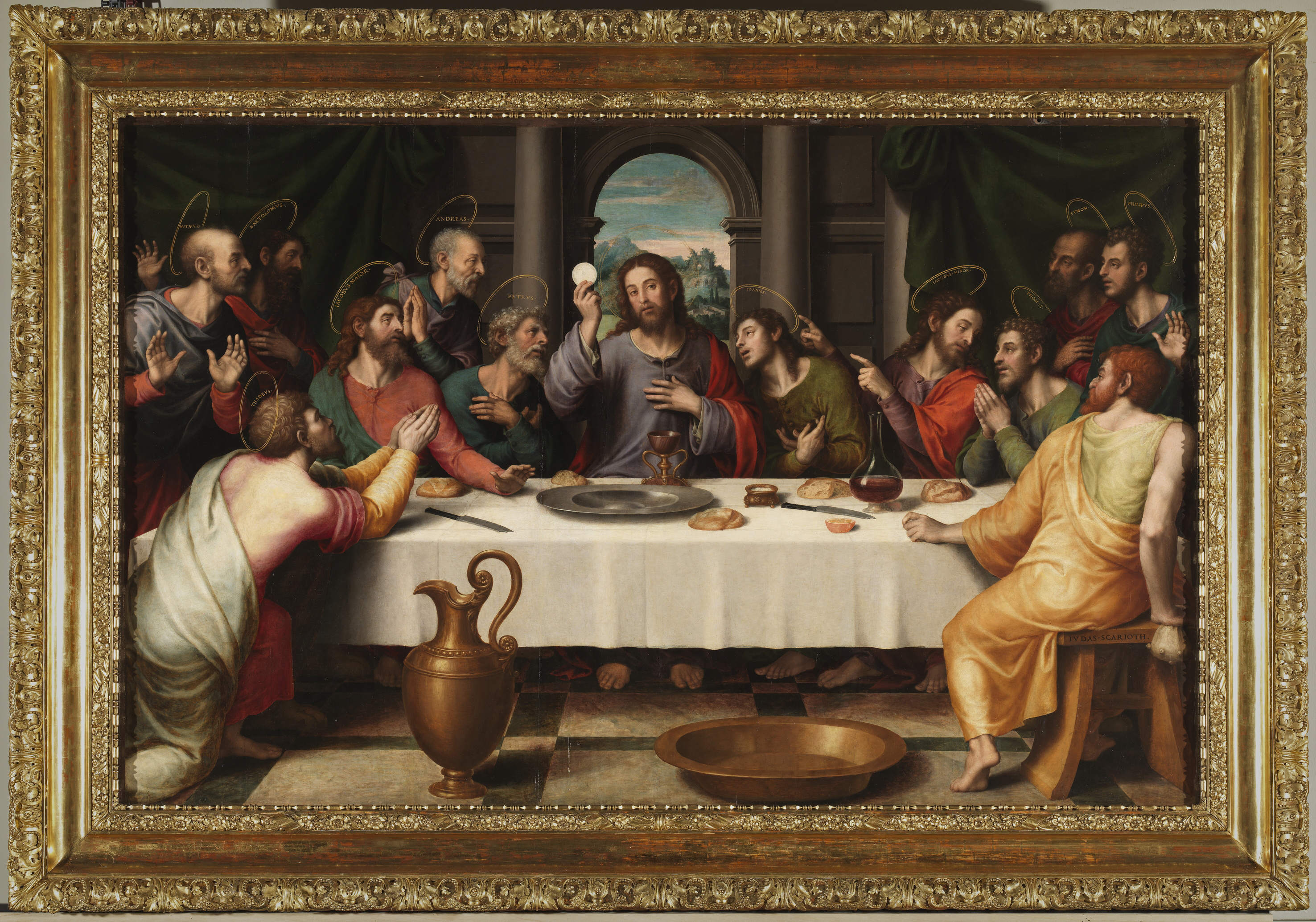
La Santa Cena de Juan de Juanes, Museo del Prado.

La pintura de Signorelli, inspirada en la de Justo de Gante, presenta a los apóstoles alrededor de Jesús que da la comunión directamente a la boca de uno de ellos. Se ve a Judas Iscariote que en vez de comulgar se mete la hostia en la bolsa del dinero. Este cuadro, como la mayoría de los que han usado este tema, estaba destinado a un contexto eucarístico, en concreto el altar mayor de la Confraternidad del Corpus Domini.
El uso tan tardío del tema en Occidente se explica por su sentido apologético:

Esta especial preocupación por exaltar el culto y la devoción al Santísimo Sacramento, bien visible por lo demás en el arte, a través de la representación de la hostia consagrada, hizo de la Eucaristía el signo de identidad más significativo de la Iglesia católica en relación con la reforma protestante.
Daniel Estivill

Dado que ya para entonces la comunión se recibía solo del pan y no del vino, las representaciones tienden a subrayar esto y seguir así los tratados de interpretación del Concilio de Trento sobre pinturas de la Eucaristía: de ahí que pinten la hostia y no el pan. Sin embargo, en el siglo XIX, con un renovado interés por el realismo de la escena, se vuelve a pintar como pan lo más semejante al que se cree que fue empleado en la cena de Jesús. 